# إيبوكإ وادا
إيبوكإ وادا (باليابانية: 和田 響稀) (مواليد 16 يونيو 1999 م) هو لاعب كرة قدم ياباني.

## وصلات خارجية
- إيبوكإ وادا على موقع رابطة كرة القدم اليابانية للمحترفين (اليابانية)
- إيبوكإ وادا على موقع Soccerway.com (الإنجليزية)
- إيبوكإ وادا على موقع عالم كرة القدم.نت (الإنجليزية)